# Grand Prix Formule 1 van Monaco 1973
De Grand Prix Formule 1 van Monaco 1973 werd gehouden op 3 juni 1973 in Monaco.

## Uitslag
| Positie | Nummer | Rijder                | Team              | Ronden | Tijd/Opgave     | Startplaats | Punten |
| ------- | ------ | --------------------- | ----------------- | ------ | --------------- | ----------- | ------ |
| 1       | 5      | Jackie Stewart        | Tyrrell-Ford      | 78     | 1:57:44.3       | 1           | 9      |
| 2       | 1      | Emerson Fittipaldi    | Lotus-Ford        | 78     | 1.3             | 5           | 6      |
| 3       | 2      | Ronnie Peterson       | Lotus-Ford        | 77     | + 1 Ronde       | 2           | 4      |
| 4       | 6      | François Cevert       | Tyrrell-Ford      | 77     | + 1 Ronde       | 4           | 3      |
| 5       | 8      | Peter Revson          | McLaren-Ford      | 76     | + 2 Ronden      | 15          | 2      |
| 6       | 7      | Denny Hulme           | McLaren-Ford      | 76     | + 2 Ronden      | 3           | 1      |
| 7       | 9      | Andrea de Adamich     | Brabham-Ford      | 75     | + 3 Ronden      | 25          |        |
| 8       | 23     | Mike Hailwood         | Surtees-Ford      | 75     | + 3 Ronden      | 13          |        |
| 9       | 27     | James Hunt            | March-Ford        | 73     | Motor           | 18          |        |
| 10      | 17     | Jackie Oliver         | Shadow-Ford       | 72     | + 6 Ronden      | 22          |        |
| 11      | 11     | Wilson Fittipaldi Jr. | Brabham-Ford      | 71     | Benzinesysteem  | 9           |        |
| NF      | 14     | Jean-Pierre Jarier    | March-Ford        | 67     | Versnellingsbak | 14          |        |
| NF      | 12     | Graham Hill           | Shadow-Ford       | 62     | Ophanging       | 24          |        |
| NF      | 4      | Arturo Merzario       | Ferrari           | 58     | Oliedruk        | 16          |        |
| NF      | 10     | Carlos Reutemann      | Brabham-Ford      | 46     | Versnellingsbak | 19          |        |
| NF      | 3      | Jacky Ickx            | Ferrari           | 44     | Aandrijving     | 7           |        |
| NF      | 25     | Howden Ganley         | Iso Marlboro-Ford | 41     | Aandrijving     | 10          |        |
| NF      | 20     | Jean-Pierre Beltoise  | BRM               | 39     | Ongeluk         | 11          |        |
| NF      | 24     | Carlos Pace           | Surtees-Ford      | 31     | Aandrijving     | 17          |        |
| NF      | 18     | David Purley          | March-Ford        | 31     | Brandstoflek    | 23          |        |
| NF      | 26     | Nanni Galli           | Iso Marlboro-Ford | 30     | Aandrijving     | 21          |        |
| NF      | 21     | Niki Lauda            | BRM               | 24     | Versnellingsbak | 6           |        |
| NF      | 22     | Chris Amon            | Tecno             | 22     | Oververhitting  | 12          |        |
| NF      | 19     | Clay Regazzoni        | BRM               | 15     | Remmen          | 8           |        |
| NF      | 15     | Mike Beuttler         | March-Ford        | 3      | Motor           | 20          |        |

## Statistieken
| Pole-position | Jackie Stewart     | Tyrrell-Ford | 1:27.5 |
| Snelste ronde | Emerson Fittipaldi | Lotus-Ford   | 1:28.1 |

## Noot
- Dit was het debuut van de Britse coureurs David Purley en (toekomstig wereldkampioen) James Hunt.
- Voor het vijftiende opeenvolgende Grand Prix-weekend was Emerson Fittipaldi de leider van het wereldkampioenschap, en hiermee vestigde hij een nieuw record. Hij verbrak het oude record van Alberto Ascari (14), die onafgebroken de leider van het klassement was tussen de Grote Prijs van Frankrijk van 1952 tot en met de Grote Prijs van Italië van 1953.

1929 · 1930 · 1931 · 1932 · 1933 · 1934 · 1935 · 1936 · 1937 · 1948 · 1950 · 1955 · 1956 · 1957 · 1958 · 1959 · 1960 · 1961 · 1962 · 1963 · 1964 · 1965 · 1966 · 1967 · 1968 · 1969 · 1970 · 1971 · 1972 · 1973 · 1974 · 1975 · 1976 · 1977 · 1978 · 1979 · 1980 · 1981 · 1982 · 1983 · 1984 · 1985 · 1986 · 1987 · 1988 · 1989 · 1990 · 1991 · 1992 · 1993 · 1994 · 1995 · 1996 · 1997 · 1998 · 1999 · 2000 · 2001 · 2002 · 2003 · 2004 · 2005 · 2006 · 2007 · 2008 · 2009 · 2010 · 2011 · 2012 · 2013 · 2014 · 2015 · 2016 · 2017 · 2018 · 2019 · 2020 · 2021 · 2022 · 2023 · 2024 · 2025